# Brachytrupes megacephalus
Brachytrupes megacephalus is een rechtvleugelig insect uit de familie krekels (Gryllidae). De wetenschappelijke naam van deze soort is voor het eerst geldig gepubliceerd in 1827 door Lefebvre.